# Ministère de la Justice (Espagne)
Pour les articles homonymes, voir Ministère de la Justice.
Le ministère de la Justice (Ministerio de Justicia) est le département ministériel responsable de l'élaboration du droit et de l'administration du système judiciaire en Espagne entre 1983 et 1994, puis de 1996 à 2023.
Le siège central du ministère se trouve au Palacio de la Marquesa de la Sonora, situé au 45 de la calle San Bernardo, à Madrid.

## Missions

### Fonction
Le ministère de la Justice est chargé de la proposition et l'exécution de la politique gouvernementale pour la mise en œuvre de l'ensemble des règles juridiques, des relations du gouvernement avec l'administration judiciaire, avec le conseil général du pouvoir judiciaire, avec le ministère public, par l'intermédiaire du procureur général de l'État, et la coopération juridique internationale.

### Organisation
Le ministère de la Justice s'organise de la façon suivante,, : 
- Ministre de la Justice (Ministra de Justicia) ;
  - Secrétariat d'État à la Justice (Secretaría de Estado de Justicia) ;
    - Secrétariat général pour l'Innovation et la Qualité du service public de la Justice ;
      - Direction générale pour le Service public de la Justice ;
      - Direction générale de la Transformation numérique de l'administration de la Justice ;
      - Direction générale de la Sécurité juridique et des Attestations ;

    - Direction générale de la Coopération juridique internationale et des Droits humains ;

  - Sous-secrétariat de la Justice (Subsecretaría de Justicia) ;
    - Secrétariat général technique ;

  - Bureau de l'Avocat général de l'État (Abogacía General del Estado) ;
    - Direction générale du Consultatif ;
    - Direction générale du Contentieux.

### Justice et décentralisation
L'Espagne étant un État unitaire, le pouvoir judiciaire est unique pour l'ensemble du pays.
Les communautés autonomes ne disposent donc pas d'une administration judiciaire propre et se bornent à aider l'État dans la gestion administrative de celle du pays, conformément au principe de décentralisation.
Tout au plus chaque communauté dispose d'un tribunal supérieur de justice, prévu par la Constitution de 1978 et organisé par chaque statut d'autonomie régional. C'est devant cette juridiction que s'épuisent les diverses procédures judiciaires enclenchées sur le territoire de la communauté, sans préjudice toutefois des compétences des juridictions nationales, tels l'Audience nationale ou le Tribunal suprême. Le TSJ connaît par ailleurs des pourvois en cassation intentés contre les lois régionales.

### Le titulaire
Le ministre de la Justice d'Espagne (Ministro de Justicia de España) dirige le ministère de la Justice et occupe également le poste de grand notaire du Royaume (Notario Mayor del Reino). Il assure la communication entre le gouvernement et l'administration de la justice, le Conseil général du pouvoir judiciaire (CGPJ), et le ministère public par l'intermédiaire du procureur général de l'État (Fiscal General del Estado).
De même, il assure la liaison avec l'Agence espagnole de protection des données personnelles (Agencia Española de Protección de Datos) et les conseils généraux des collèges des avocats et des procureurs des tribunaux.

## Histoire
La création du ministère remonte à la Ire République espagnole, avec la nomination de Nicolás Salmerón y Alonso au poste ministre des Grâces et de la Justice (Ministro de Gracia y Justicia) le 12 février 1873. À l'occasion de la dictature de Miguel Primo de Rivera, entre 1923 et 1931, il devient le ministère de la Justice et du Culte (Ministerio de Justicia y Culto) le 3 novembre 1928.
Ayant pris son nom actuel en 1931, il n'a changé que deux fois de titre depuis lors : sous la IIe République, il devient le ministère du Travail, de la Santé et de la Justice (Ministerio de Trabajo, Sanidad y Justicia) du 25 décembre 1935 au 19 février 1936 ; et sous le règne de Juan Carlos Ier, au cours duquel il prend le titre de ministère de la Justice et de l'Intérieur (Ministerio de Justicia e Interior) entre le 6 mai 1994 et le 5 mai 1996.
La magistrate Margarita Mariscal de Gante fut la première femme à occuper le ministère de la Justice, entre 1996 et 2000.

## Titulaires depuis 1977
| Nom                                                                                      | Nom                             | Dates du mandat | Dates du mandat | Parti | Gouvernement(s)         |
| ---------------------------------------------------------------------------------------- | ------------------------------- | --------------- | --------------- | ----- | ----------------------- |
|                                                                                          | Landelino Lavilla               | 05/07/1977      | 01/03/1979      | UCD   | Suárez II               |
|                                                                                          | Íñigo Cavero                    | 06/04/1979      | 09/09/1980      | UCD   | Suárez III              |
|                                                                                          | Francisco Fernández Ordóñez     | 03/05/1980      | 01/09/1981      | UCD   | Suárez III Calvo-Sotelo |
|                                                                                          | Pío Cabanillas                  | 01/09/1981      | 28/10/1982      | UCD   | Calvo-Sotelo            |
|                                                                                          | Fernando Ledesma                | 02/12/1982      | 12/07/1988      | PSOE  | González I et II        |
|                                                                                          | Enrique Múgica                  | 12/07/1988      | 12/03/1991      | PSOE  | González II et III      |
|                                                                                          | Tomás de la Quadra-Salcedo      | 12/03/1991      | 06/06/1993      | PSOE  | González III            |
|                                                                                          | Juan Alberto Belloch            | 14/07/1993      | 06/05/1994      | Sans  | González IV             |
| Ministère de la Justice et de l'Intérieur                                                |                                 |                 |                 |       |                         |
|                                                                                          | Margarita Mariscal de Gante     | 06/05/1996      | 12/03/2000      | Sans  | Aznar I                 |
|                                                                                          | Ángel Acebes                    | 28/04/2000      | 10/07/2002      | PP    | Aznar II                |
|                                                                                          | José María Michavila            | 10/07/2002      | 14/03/2004      | PP    | Aznar II                |
|                                                                                          | Juan Fernando López Aguilar     | 18/04/2004      | 12/02/2007      | PSOE  | Zapatero I              |
|                                                                                          | Mariano Fernández Bermejo       | 12/02/2007      | 24/02/2009      | Sans  | Zapatero I et II        |
|                                                                                          | Francisco Caamaño               | 24/02/2009      | 20/11/2011      | PSOE  | Zapatero II             |
|                                                                                          | Alberto Ruiz-Gallardón          | 22/12/2011      | 23/09/2014      | PP    | Rajoy I                 |
|                                                                                          | Soraya Sáenz de Santamaría a.i. | 23/09/2014      | 29/09/2014      | PP    | Rajoy I                 |
|                                                                                          | Rafael Catalá                   | 29/09/2014      | 07/06/2018      | PP    | Rajoy I et II           |
|                                                                                          | Dolores Delgado                 | 07/06/2018      | 13/01/2020      | Sans  | Sánchez I               |
|                                                                                          | Juan Carlos Campo               | 13/01/2020      | 12/07/2021      | PSOE  | Sánchez II              |
|                                                                                          | Pilar Llop                      | 12/07/2021      | 21/11/2023      | Sans  | Sánchez II              |
| Dans l’intervalle entre deux mandats, le ministre sortant assume les affaires courantes. |                                 |                 |                 |       |                         |